# 小吉村 (新潟県中蒲原郡)
小吉村（こよしむら）は、かつて新潟県中蒲原郡にあった村。1902年4月1日の分割合併によって消滅し、現在は新潟市南区の一部となっている。
以下の記述は合併直前当時の旧小吉村に関しての記述であり、現在では名称等が異なる場合がある。なお、ここに記述されていない内容に関しては新潟市などの記事を参照。

## 沿革
- 1889年（明治22年）4月1日 - 町村制施行に伴い中蒲原郡万年村、櫛笥村、平潟村、平潟新田、戸頭村、上道潟、下道潟、沖新保村が合併し、小吉村が発足。
- 1902年（明治35年）4月1日 - 村域を二分割し、次のとおり近隣自治体と合併して消滅。
  - 大字万年・櫛笥村・平潟・平潟新田・蔵主・戸頭 → 中蒲原郡林村と合併し小林村を設置
  - 大字沖新保・上道潟・下道潟 → 中蒲原郡庄瀬村、菱潟村と合併し庄瀬村を新設

## 地域
小吉村は、合併した村名を継承する以下の大字で構成される。
蔵主（ぞうす）
1889年（明治22年）まであった蔵主村の区域。現在の新潟市南区蔵主。
万年（まんねん）

1889年（明治22年）まであった万年村の区域。現在の新潟市南区万年。
櫛笥（くしげ）

1889年（明治22年）まであった櫛笥村の区域。現在の新潟市南区櫛笥。
平潟（ひらがた）

1889年（明治22年）まであった平潟村の区域。現在の新潟市南区平潟。
平潟新田（ひらがたしんでん）

1889年（明治22年）まであった平潟新田の区域。現在の新潟市南区平潟新田。
戸頭（とがしら）
1889年（明治22年）まであった戸頭村の区域。現在の新潟市南区戸頭。
上道潟（かみどうがた）

1889年（明治22年）まであった上道潟の区域。現在の新潟市南区上道潟。
下道潟（しもどうがた）

1889年（明治22年）まであった下道潟の区域。現在の新潟市南区下道潟。
沖新保（おきしんぼ）

1889年（明治22年）まであった沖新保村の区域。現在の新潟市南区沖新保。